# Francisco Luna Kan
Francisco Epigmenio Luna Kan (Noc Ac, Yucatán, 3 de diciembre de 1925-Mérida, Yucatán, 23 de noviembre de 2023) fue un político mexicano, que fue miembro del Partido Revolucionario Institucional (PRI) primero y luego del Partido de la Revolución Democrática (PRD). En una dilatada carrera política, fue diputado federal y senador por su estado y posteriormente ejerció el cargo de Gobernador de Yucatán entre 1976 y 1982, siendo el único gobernante yucateco de origen maya del siglo XX.

## Biografía
Francisco Epigmenio Luna Kan nació en Noc Ac, en el estado de Yucatán, en el 3 de diciembre de 1925. Sus padres fueron Jerónimo Luna Ramírez, originario de Jalisco, y Luciana Kan, una indígena maya originaria de Acanceh.
Fue médico cirujano partero egresado del Instituto Politécnico Nacional donde estudió de 1946 a 1951, tuvo además una maestría en Salud Pública por la Escuela de Salud Pública de la Secretaría de Salubridad y Asistencia y una maestría en Sociología Rural por la Universidad Autónoma Chapingo. Fue miembro de la Sociedad Mexicana de Salud Pública, de la American Public Health, de la Sociedad Mexicana de Geografía y Estadística, y de la Academia de Ciencias y Humanísticas.
Luna Kan se casó con Gloria María Soria Vega el 15 de enero de 1956. Ella falleció en 2022. Tuvieron tres hijos: Gloria Luz de Peraza, Francisco y Juan José.
Fue militante del PRI a partir de 1942. De 1954 a 1955 fue epidemiólogo en los Servicios Coordinados de Salud Pública del estado de Veracruz, de 1956 a 1960 fue asesor en la Dirección de Estudios Experimentales de la Secretaría de Salubridad y Asistencia, de 1960 a 1963 fue jefe de los Servicios Coordinados de Salud Pública en Yucatán, y de 1963 a 1964 fue director nacional de Servicios Médicos Rurales Cooperativos de la Secretaría de Salubridad y Asistencia.
En 1964 fue postulado por el PRI como candidato a diputado federal por el distrito 3 de Yucatán, siendo elegido para la XLVI Legislatura de dicho año hasta el de 1967. De 1965 a 1968 fue presidente estatal del PRI en Yucatán. En 1970 fue elegido senador por el estado de Yucatán en segunda fórmula, para el periodo de dicho año al de 1976 y que correspondería a las Legislaturas XLVIII y XLIX. De 1971 a 1974 fue secretario general de la Liga de Comunidades Agrarias y Sindicatos Campesinos, sección de la Confederación Nacional Campesina (CNC) en Yucatán.
Se separó del cargo en 1975 para ser candidato del PRI a Gobernador de Yucatán en las elecciones de aquel año, en las que resultó triunfador. Asumió la gubernatura el 1 de febrero de 1976 para el periodo que concluiría el 31 de enero de 1982. Fue el primer gobernador yucateco de ascendencia maya y se consideró entonces que gracias a su postulación el gobierno de Yucatán pudo identificarse con la población rural mayoritaria. Durante su gestión se crearon el Instituto de Seguridad y Servicios Sociales de los Trabajadores del Estado de Yucatán (ISSSTEY) y el Fondo Editorial de Yucatán. Se reabrió el Teatro Peón Contreras en 1981.
Tras su gubernatura y luego de haber estudiado una segunda maestría de 1982 a 1984, retornó a los cargos políticos en 1986 al ser nombrado secretario de Salubridad y Servicios Sociales del comité nacional de la CNC, donde permaneció hasta 1989, y de 1992 a 1995 fue director de asesores de la Federación de Sindicatos de Trabajadores al Servicio del Estado (FSTSE).
En 1996 y tras conflictos con la dirigencia nacional del PRI, Francisco Luna Kan renunció a su militancia y, tras un breve paso por el entonces partido Convergencia por la Democracia, se unió al Partido de la Revolución Democrática (PRD) que en 1997 lo postuló como candidato a diputado federal por el principio de representación proporcional, siendo elegido a la LVII Legislatura de dicho año al de 2000. En esta legislatura ocupó los cargos de secretario de la comisión de Reglamento y Prácticas Parlamentarias; e integrante de las comisiones de Ciencia y Tecnología; de Salud; y, Especial de asuntos de la frontera sur.
Se separó de la diputación mediante licencia entre el 19 de marzo y el 17 de junio de 1998 para ser candidato del PRD a presidente municipal de Mérida en las elecciones de dicho año, pero no logró el triunfo que correspondió al candidato del PAN, Xavier Abreu Sierra. Tras lo que retornó a la diputación hasta la conclusión de su periodo constitucional el 31 de agosto de 2000.
De 2008 a 2010 ocupó el cargo de director del Centro Documental, Información y Análisis de la Cámara de Diputados del Congreso de la Unión, en el que fue su último cargo público. Falleció en la ciudad de Mérida el día 23 de noviembre de 2023 a la edad de 97 años de edad.